# Лео Дуарте
Леонардо Дуарте да Сілва (порт. Leonardo Duarte da Silva), відомий як Лео Дуарте (порт. Léo Duarte, нар. 17 липня 1996, Мокока) — бразильський футболіст, захисник турецького клубу «Істанбул Башакшехір».

## Ігрова кар'єра
Народився 17 липня 1996 року в місті Мокока. Вихованець юнацьких команд футбольних клубів «Деспортіво Бразіл» і «Фламенго».
У дорослому футболі дебютував 2016 року виступами за головну команду «Фламенго», в якій провів три сезони, взявши участь у 49 матчах чемпіонату. 
7 серпня 2019 року за 11 мільйонів євро перейшов до італійського «Мілана».

## Статистика виступів

### Статистика клубних виступів
Станом на 7 серпня 2019 року
| Сезон                | Команда              | Чемпіонат            | Чемпіонат | Чемпіонат | Національний кубок | Національний кубок | Національний кубок | Континентальні кубки | Континентальні кубки | Континентальні кубки | Інші змагання | Інші змагання | Інші змагання | Усього | Усього | Усього |
| Сезон                | Команда              | Ліга                 | Ігор      | Голів     | Ліга               | Ігор               | Голів              | Ліга                 | Ігор                 | Голів                | Ліга          | Ігор          | Голів         | Ігор   | Голів  |        |
| -------------------- | -------------------- | -------------------- | --------- | --------- | ------------------ | ------------------ | ------------------ | -------------------- | -------------------- | -------------------- | ------------- | ------------- | ------------- | ------ | ------ | ------ |
| 2016                 | «Фламенго»           | A+ЛК                 | 7+1       | 0         | КБ                 | 1                  | 0                  | ПК                   | 0                    | 0                    | -             | -             | -             | 9      | 0      |        |
| 2017                 | «Фламенго»           | A+ЛК                 | 2+4       | 0         | КБ                 | 0                  | 0                  | ЛЧ+ПК                | 0                    | 0                    |               | -             | -             | 6      | 0      |        |
| 2018                 | «Фламенго»           | A+ЛК                 | 33+6      | 1+0       | КБ                 | 6                  | 0                  | КЛ                   | 4                    | 1                    | -             | -             | -             | 49     | 2      |        |
| 2019                 | «Фламенго»           | A+ЛК                 | 7+10      | 0         | КБ                 | 4                  | 0                  | КЛ                   | 7                    | 0                    | -             | -             | -             | 28     | 0      |        |
| Усього за «Фламенго» | Усього за «Фламенго» | Усього за «Фламенго» | 70        | 1         |                    | 11                 | 0                  |                      | 11                   | 1                    |               | -             | -             | 92     | 2      |        |
| 2019–20              | «Мілан»              | A                    | 0         | 0         | КІ                 | 0                  | 0                  |                      | -                    |                      | -             | -             | -             | 0      | 0      |        |
| Усього за кар'єру    | Усього за кар'єру    | Усього за кар'єру    | 70        | 1         |                    | 11                 | 0                  |                      | 11                   | 1                    |               | -             | -             | 92     | 2      |        |

## Титули і досягнення
- Переможець Ліги Каріока (2):

«Фламенго»: 2017, 2019